# 山本清史
山本 清史（やまもと きよし、1978年8月14日 - ）は、日本の映画監督、脚本家。東京都八丈島出身。血液型はO型。

## 人物
幼少期をマレーシアペナン島で育ち、都立両国高校、明治学院大学文学部心理学科を卒業。大学在学中に第7回創元推理短編賞の最終選考に残る。その後、映像分野に転向し、CS番組やメイキング監督として活動した後、2003年、「ほんとうにあった怖い話 怨霊 劇場版」で映画監督デビュー。
その後、「ほんとにあった! 呪いのビデオ」などビデオ作品を経て、2004年、第二回監督作品として、怪奇漫画の巨匠日野日出志の漫画を原作にした映画「日野日出志のザ・ホラー 怪奇劇場」シリーズの「オカルト探偵団 死人形の墓場」を手がける（他監督としては、中村義洋、熊切和嘉、白石晃士など）。
2005年、角川ホラー文庫から出版され、伝奇ホラーとして名高い小説『水霊 ミズチ』を映画化。当時26歳ながら、井川遥、渡部篤郎といったメジャーキャストを迎えた本作は、2006年、全国70館で上映され、「水を飲むと呪われ」るテーマが話題を呼んだ（他星井七瀬、山崎真実、柳ユーレイ、三輪ひとみなどが出演）。
「水霊 ミズチ」公開と同時期にテレビドラマも監督（『心霊探偵 八雲』）したほか、2007年には「殺し屋1」「ホムンクルス」で知られる漫画家・山本英夫の初期作品『のぞき屋』のテレビドラマを全話脚本・監督。盗聴というアンダーグラウンドな世界観にリアリティを加えるため、盗聴の専門家が撮影協力している。
2008年には、初の日米合作映画（『END CALL』）の他、時代劇恋愛映画「大河ロマンシリーズ」三部作を監督。また2009年には自身初プロデュース映画となる『学校裏サイト』を公開。同作品では原作・脚本も手がけ、新しい分野へ活動の幅を広げた。
2010年1月、黒乃奈々絵原作の漫画「新撰組 PEACE MAKER」をテレビドラマ化。全話脚本・メイン監督を務めている。また同年、コーエーより発売中のゲームシリーズ「真・三國無双 MULTI RAID 2」のオープニングムービー演出を手がけ、CG映像、モーションキャプチャを担当。
同年10月、日米合作ホラー映画「END CALL」を渋谷シアターNで公開する一方で、ニコニコ動画公式チャンネル「ほらーちゃんねる」創設に関わり、声優の清水香里と生放送番組「がんばれ！ ホラーズ」に出演しているほか、漫画雑誌「ビキマガデコポン」創設に関わり、監修と構成でクレジットされている。
2012年、パイロット版として、時代劇ゾンビ短編映画「EDO OF THE DEAD」を制作。同年ロサンゼルスで開催されたLA EigaFest 2012コンペティション部門にノミネートされた。
2013年、不動産業界の常識を生ける屍の「ゾンビ」に例えた企業PR映像を手がけた他、テレビドラマ「東京トイボックス」を監督。
2014年、東京トイボックスの続編である「大東京トイボックス」を監督したのに続き、「魔法★男子チェリーズ」を全話監督。
そして2017年、累計1000万PVを超える人気ブログ「一撃確殺SS日記」に連載され、話題をさらった「ファイナルファンタジー XIV 光のお父さん」を実写ドラマ化。ファイナルファンタジー XIVの公開サーバー内において、ゲームに実装された機能と実際のプレイヤーたちだけを使って放送に耐えうるドラマを制作。MBS/TBS系列にて放送後はNETFLIXにて19言語190か国に配信され、2019年現在も人気を博している。
同作品は2019年に映画化され、2019年6月21日に全国公開された。

## 監督・脚本作品

### 劇場公開用映画
- ほんとうにあった怖い話　怨霊　劇場版（2003年）
- 日野日出志のザ・ホラー怪奇劇場 - オカルト探偵団　死人形の墓場（2004年）
- 水霊 ミズチ（2006年）
- 大河ロマンシリーズ三部作（2008年）
  - 第一部「男女逆転 吉原遊郭」（10月25日）
  - 第二部「大奥 百花繚乱」（11月8日）
  - 第三部「大奥 浮絵悲恋」（11月22日）
- 学校裏サイト（2009年） - 原作・脚本・プロデュース※福田陽平監督
- END CALL（2010年）※日米合作
- コンプレックス・ラバーズ（2010年）
- 完全犯罪のススメ（2010年）
- やりすぎコンパニオンとアタシ物語（2011年）
- BLOODLESS（2012年）
- EDO OF THE DEAD（2012年）※短編
- テレビでは流せない芸能界の怖い話（2014年）
- 劇場版 ファイナルファンタジーXIV 光のお父さん（2019年）※エオルゼアパート監督

### CM
- ZAQ ホラー編（2012年、J:COM）
- ZAQ カフカ編（2013年、J:COM）
- MY STYLE OR DEAD（2013年、セレコーポレーション）
- 書籍「光のお父さん」プロモーションビデオ（2017年、講談社）

### テレビドラマ
- 心霊探偵 八雲（2006年、テレビ東京）
- のぞき屋（2007年、テレビ東京）
- 新撰組 PEACE MAKER（2010年、MBS・TBS）
- 東京トイボックス（2013年、テレビ東京系列）
- 大東京トイボックス（2014年、テレビ東京系列）
- 魔法★男子チェリーズ（2014年、テレビ東京系列）
- AKBホラーナイト アドレナリンの夜（2015年、テレビ朝日）
- ファイナルファンタジーXIV 光のお父さん（2017年、MBS/ドラマイズム枠）

### 舞台
- ザ・シックス・メカニクス（2008年）
- スパイライルスパイス（2009年）

### オリジナルビデオ

#### 2004年
- ほんとにあった！呪いのビデオ 戦慄投稿BEST20
- 怪奇！アンビリーバブル 投稿！呪縛冩眞24
- ネオドキュメントシリーズ「ZONE」
- 怪奇！アンビリーバブル　あなたの知らない世界
- 怪奇！アンビリーバブル　恐怖感染

#### 2005年
- ほんとうにあった怖い話 第二夜「屍霊」

#### 2006年
- 病院怪談
- 続病院怪談
- 職場怪談
- 学校怪談
- 家怪談
- 水霊縁起録
- 心霊写真奇譚
- LOST　呪われた島

#### 2007年
- 実録！ケータイで撮った心霊写真1＆2
- ほんとうにあった怖い話 怨霊2
- ZONE 吸血獣人チュパゲラ vs食人女トモエ
- ZONE チュパゲラの逆襲

#### 2008年
- リアル・ヒーローズ
- 不都合な日本の真実
- 盗聴王国ニッポン

#### 2009年
- テレビ放送できなかった禁断映像〜盗聴取材編〜
- テレビ放送できなかった禁断映像〜鬼畜セレブ合コン潜入取材編〜

#### 2010年
- テレビ放送できなかった禁断映像〜コスプレイヤー密着取材編〜※監修
- テレビ放送できなかった禁断映像〜最新風俗密着取材編〜※監修

#### 2014年
- 本当の心霊動画「影」13〜17※監修

### ゲーム

#### 2010年
- 真・三國無双 MURTILAID2　※オープニングムービー演出

#### 2011年
- ドラゴンズ・ドグマ（Dragon's Dogma）　※カットシーン演出担当

#### 2014年
- ピグブレイブ（アメーバピグRPG）　※シナリオ

#### 2015年
- ウィンドソウル　※シナリオ・世界観設定監修
- ワールドギミック　※世界観設定・シリーズ構成

#### 2016年
- ワールドロジック　※世界観設定・シリーズ構成

#### 2018年
- MASS FOR THE DEAD（原作：「オーバーロード」丸山くがね）　※シナリオディレクター・画面演出

## 出演

### 2009年
- テレビ放送できなかった禁断映像シリーズ

### 2010年
- ニコニコ動画公式生放送「がんばれ！ ホラーズ」

## 小説・漫画
- 「カバネ 〜脱法ゾンビドラッグ〜」（TO文庫発刊）
- 「呪怨 終わりの始まり」（小学館ジュニア文庫発刊）
- 「呪怨 ザ・ファイナル」（小学館ジュニア文庫発刊）
- 「貞子vs伽椰子」（小学館ジュニア文庫発刊）
- 「ヒイミさま」（LINEノベル連載）
- 「身の毛もよだつ話を聞いてみないか？」（TO文庫発刊）※山本十号名義
- 「モンスターズ・ナイト〜魔人ドラキュラ・フランケンシュタイン・狼男〜」（小学館ジュニア文庫）